# Wimbledon 2022 (turniej legend mężczyzn)
Wimbledon 2022 – turniej legend mężczyzn – zawody deblowe legend mężczyzn, rozgrywane w ramach trzeciego w sezonie wielkoszlemowego turnieju tenisowego, Wimbledonu. Zmagania miały miejsce w dniach 5–10 lipca na trawiastych kortach All England Lawn Tennis and Croquet Club w London Borough of Merton – dzielnicy brytyjskiego Londynu.

## Drabinka

#### Klucz
- w/o – walkower
- k – krecz
- d – dyskwalifikacja
- Q – kwalifikant
- WC – dzika karta
- LL – szczęśliwy przegrany
- Alt – zawodnik zastępczy
- PR – ochrona rankingu
- SE – specjalna przepustka
- ITF – ranking ITF
- JE – ranking juniorski

### Faza finałowa
|  |       |                                |   |   |  |
|  | Finał |                                |   |   |  |
|  |       |                                |   |   |  |
|  |       |                                |   |   |  |
|  |       |                                |   |   |  |
|  | A1    | Markos Pagdatis Xavier Malisse | 3 | 4 |  |
|  | A1    | Markos Pagdatis Xavier Malisse | 3 | 4 |  |
|  | B1    | Bob Bryan Mike Bryan           | 6 | 6 |  |
|  | B1    | Bob Bryan Mike Bryan           | 6 | 6 |  |
|  |       |                                |   |   |  |

### Faza początkowa

#### Grupa A
|    |                                | Pagdatis Malisse            | Blake Nestor          | Clément Llodra              | Haas Philippoussis       | Mecze W–L | Sety W–L | Gemy W–L | Miejsce |
| A1 | Markos Pagdatis Xavier Malisse |                             | 6:2, 7:6(9) (8 lipca) | 2:6, 7:6(3), 10–7 (5 lipca) | 2:6, 6:4, 10–6 (6 lipca) | 3–0       | 6–2      | 32–30    | 1.      |
| A2 | James Blake Daniel Nestor      | 2:6, 6:7(9) (8 lipca)       |                       | 3:6, 4:6 (7 lipca)          | 1:6, 6:7(5) (5 lipca)    | 0–3       | 0–6      | 22–38    | 4.      |
| A3 | Arnaud Clément Michaël Llodra  | 6:2, 6:7(3), 7–10 (5 lipca) | 6:3, 6:4 (7 lipca)    |                             | 4:6, 5:7 (9 lipca)       | 1–2       | 3–4      | 33–30    | 3.      |
| A4 | Tommy Haas Mark Philippoussis  | 6:2, 4:6, 6–10 (6 lipca)    | 6:1, 7:6(5) (5 lipca) | 6:4, 7:5 (9 lipca)          |                          | 2–1       | 5–2      | 36–25    | 2.      |

#### Grupa B
|    |                                      | Bryan                 | González Grosjean        | Marray Nielsen        | Melzer Müller            | Mecze W–L | Sety W–L | Gemy W–L | Miejsce |
| B1 | Bob Bryan Mike Bryan                 |                       | 6:4, 6:4 (5 lipca)       | 6:4, 6:4 (7 lipca)    | 7:6(5), 6:2 (9 lipca)    | 3–0       | 6–0      | 37–24    | 1.      |
| B2 | Fernando González Sébastien Grosjean | 4:6, 4:6 (5 lipca)    |                          | 6:3, 7:5 (8 lipca)    | 7:5, 2:6, 4–10 (6 lipca) | 1–2       | 3–4      | 30–32    | 3.      |
| B3 | Jonathan Marray Frederik Nielsen     | 4:6, 4:6 (7 lipca)    | 3:6, 5:7 (8 lipca)       |                       | 6:7(3), 4:6 (5 lipca)    | 0–3       | 0–6      | 26–38    | 4.      |
| B4 | Jürgen Melzer Gilles Müller          | 6:7(5), 2:6 (9 lipca) | 5:7, 6:2, 10–4 (6 lipca) | 7:6(3), 6:4 (5 lipca) |                          | 2–1       | 4–3      | 33–32    | 2.      |

## Pula nagród
| Runda                    | Pieniądze (£) |
| Zwycięzcy                | 31 000        |
| Finaliści                | 25 000        |
| Drugie miejsce w grupie  | 21 000        |
| Trzecie miejsce w grupie | 21 000        |
| Czwarte miejsce w grupie | 21 000        |